# チェペル (駆逐艦)
チェペル (SMS Csepel) はオーストリア＝ハンガリー帝国海軍の駆逐艦。タトラ級。

## 艦歴
1912年1月9日、ガンツ・ダヌビウス社のPorto Réの造船所で起工。1912年12月30日進水。1913年12月29日竣工。

### 第一次世界大戦
タトラ級6隻は第1水雷隊を編成し、巡洋艦「サイダ」などとともに第1水雷戦隊に属していた。なお、1914年10月20日に「サイダ」は「ヘルゴラント」と交代している。
1914年8月13日、「チェペル」は触雷沈没した客船「Baron Gautsch」の生存者76名を救助した。
1914年11月と12月や1915年4月に「ヘルゴラント」が駆逐艦を伴って出撃しているが、「チェペル」が参加しているかはわからない。
1915年2月18-19日、「ヘルゴラント」とタトラ級6隻はオトラント海峡へ出撃したが、敵を見なかった。
1915年5月23日、イタリアはオーストリア＝ハンガリー帝国に宣戦布告。同日、オーストリア＝ハンガリー帝国海軍の戦艦などは出撃し、アンコーナなどの攻撃へと向かった。それに先立つ5月19日、南からのイタリア艦隊来襲に備え偵察部隊が出撃した。そのうちの一つは巡洋艦「ヘルゴラント」とタトラ級4隻（「チェペル」、「リカ」、「Orjen」、「タトラ」）からなり、ペラゴーザ島とイタリア本土のガルガーノ岬との間へと向かった。5月23から24日の夜に偵察部隊はイタリア沿岸の目標攻撃を命じられ、「チェペル」と「タトラ」はマンフレドーニアの水雷艇基地や操車場を攻撃した。
一方、5月24日4時過ぎ、バルレッタ攻撃中の「ヘルゴラント」と「Orjen」はイタリア駆逐艦「アキローネ」、「トゥルビーネ」と遭遇。「ヘルゴラント」は北へ向かった「トゥルビーネ」を追跡。その後、「チェペル」、「タトラ」および「リカ」も攻撃に加わった。6時25分に到着した「リカ」が与えた命中弾によって「トゥルビーネ」は速度が低下し、その後「タトラ」や「ヘルゴラント」も命中弾を与えた。「トゥルビーネ」は白旗を揚げた後、沈没した。この戦闘では「チェペル」も被弾したが、被害は軽微なものにとどまった。
次いでイタリア巡洋艦「リビア」と仮装巡洋艦「Cittá di Siracusa」が救援に現れ攻撃を受けたが、「リビア」を戦艦と誤認した「ヘルゴラント」艦長は交戦を避け、速度に勝るオーストリア＝ハンガリー帝国側は相手の追跡を振り切った。
7月23日、「ヘルゴラント」やタトラ級駆逐艦などによるイタリア沿岸襲撃が実施された。「チェペル」と「タトラ」、「バラトン」はカンポマリーノやテルモリを攻撃した。
7月28日、オーストリア＝ハンガリー帝国海軍は巡洋艦「サイダ」、タトラ級駆逐艦6隻などでイタリアが7月11日に占領したペラゴーザ島に対する攻撃を実施。砲撃後に108名を上陸させたが、オーストリア＝ハンガリー帝国側は敵兵力を過小評価しており、撃退された。
10月、オーストリア＝ハンガリー帝国軍やドイツ軍はセルビアに対する攻勢を開始。続いてブルガリア軍もセルビアに侵攻し、セルビアへのサロニカからの補給ルートを切断。アドリア海側からのルートがその代わりとなり、その切断がオーストリア＝ハンガリー帝国海軍に求められた。11月22日に「ヘルゴラント」と「サイダ」やタトラ級駆逐艦などは出撃してオトラント海峡へ向かい、2隻の船（「Palatino」、「Gallinara」）を沈めた。この後、タトラ級駆逐艦は巡洋艦「ヘルゴラント」や「ノファラ」などとともにカッタロへ移された。12月6日、「ヘルゴラント」、「サイダ」とタトラ級駆逐艦はドゥラッツォ港を攻撃した。
12月28日にドゥラッツォで発見された2隻のイタリア駆逐艦などを攻撃するため、同日夜カッタロより「ヘルゴラント」、「バラトン」、「チェペル」、「リカ」、「タトラ」、「トリグラフ」が出撃。イタリア駆逐艦は発見されず、12月29日夜明けにドゥラッツォ港内に侵入した「チェペル」、「リカ」、「タトラ」、「トリグラフ」は汽船1隻とスクーナー2隻を沈めた。しかし、港外へ出る際に「リカ」と「トリグラフ」が触雷。「リカ」は沈没し、「トリグラフ」は航行不能となった。

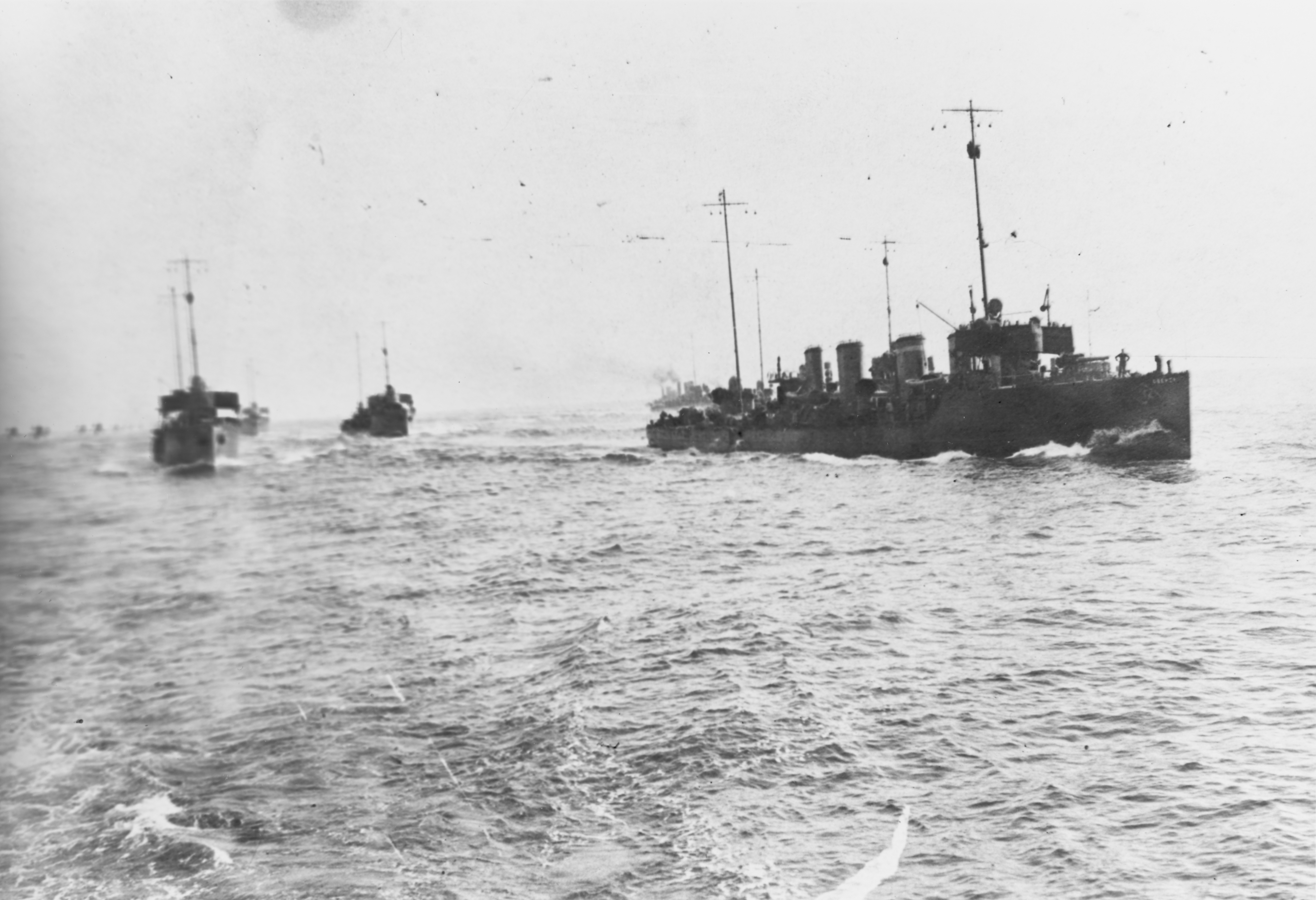
帰投する「チェペル」（右）と「バラトン」、「タトラ」、1915年12月30日

「チェペル」が「トリグラフ」曳航を試みたものの曳索がスクリューに絡まり速力低下を招いた。その後、「タトラ」が「トリグラフ」を曳航し北上を開始したが、ブリンディジからは巡洋艦「ダートマス」、「クアルト」、フランス駆逐艦5隻と、それより遅れて巡洋艦「ウェイマス」、「ニーノ・ビクシオ」、駆逐艦4隻が出撃していた。それらはオーストリア＝ハンガリー帝国側とカッタロの間に位置し、敵と遭遇するとオーストリア＝ハンガリー帝国側「トリグラフ」の曳航を中止したうえ、20ノットしか出せなかった「チェペル」は南へと逃がされた。「ヘルゴラント」などは追撃を受けつつイタリア沿岸近くまで行き、「チェペル」も途中で合流。日没後に敵を撒き、12月30日に全艦シベニクに帰投した。
1916年1月27日、ドゥラッツォ港内に艦船が発見されたことを受けて「ノファラ」と「チェペル」、「Orjen」が攻撃に向かったが、「チェペル」と「Orjen」は衝突事故を起こし引き返した。「チェペル」の修理は4月21日まで行われた。

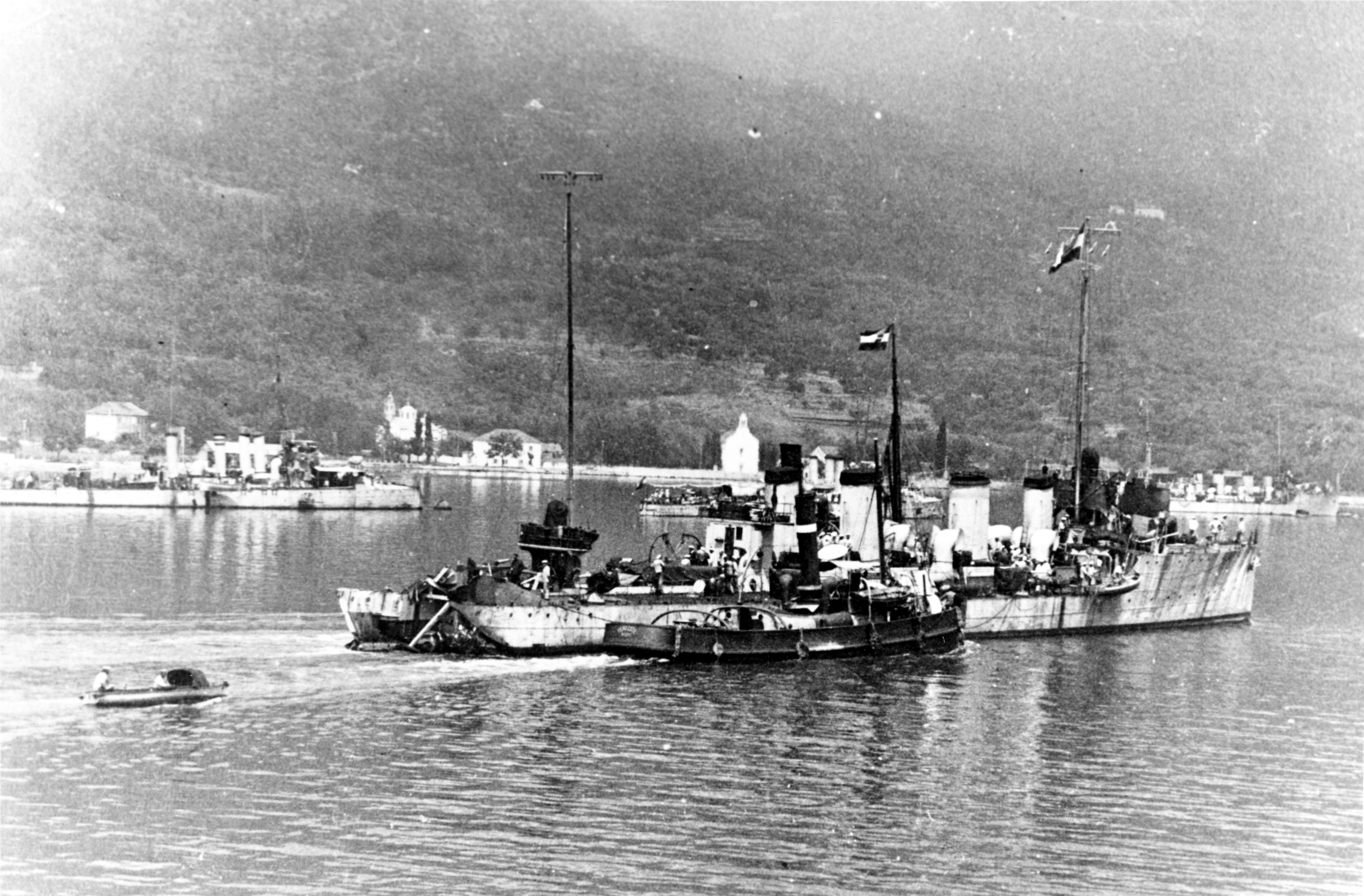
フランス潜水艦の雷撃で損傷し、カッタロへ曳航される「チェペル」

1916年5月4日、「チェペル」と「バラトン」はヴァロナおよびブリンディジ攻撃を行う水上機支援のため出撃したが、「チェペル」はCape Veslo付近でフランス潜水艦「Bernoulli」の雷撃を受け艦尾を失い12名が死亡（または死者13名、負傷者9名）した。「チェペル」はカッタロへ曳航されて応急修理を受けたのち、汽船「Meran」によってフューメへ曳航された。その後、Porto Reで新たな艦尾が付けられ、8月29日に修理は完了した。この修理により全長が85.28 mに伸びている。
1917年3月11から12日の夜、オトラント海峡へ向かった「タトラ」、「バラトン」、「Orjen」、「チェペル」はフランス船「Gorgone」と遭遇したが沈められずに終わった。4月26日にも「チェペル」は「バラトン」、「タトラ」とともにオトラント堰襲撃に出撃したが、敵を見なかった。
5月15日、オーストリア＝ハンガリー帝国海軍は巡洋艦3隻によるオトラント堰襲撃を実行。その陽動として「チェペル」と「バラトン」もアルバニア沖へと出撃することとなった。2隻は5月14日18時20分にカッタロを出撃し、5月15日3時6分にアルバニア沖でイタリア船団を発見した。その船団は貨物船「Verità」、「Bersagliere」、「Carroccio」からなりイタリア駆逐艦「ボレア」が護衛していた。「チェペル」は「ボレア」を攻撃して航行不能に追い込む一方、「バラトン」は「Carroccio」を攻撃して大火災を発生させた。続いて2隻は「Verità」、「Bersagliere」を攻撃。それから反転して再び船団を攻撃した。戦闘は3時45分に終了した。この戦闘では「ボレア」と「Carroccio」が沈み、「Verità」、「Bersagliere」も損傷した。
船団攻撃後北へ向かっていた「チェペル」と「バラトン」はブリンディジより出撃してきた巡洋艦「ダートマス」、「ブリストル」、嚮導駆逐艦「アクィラ」および駆逐艦「Mosto」、「Pilo」、「Schiaffino」、「Acerbi」と遭遇した。「アクィラ」と4隻の駆逐艦が「チェペル」と「バラトン」に接近し戦闘となったが、「チェペル」の砲撃が「アクィラ」の缶室に命中。「アクィラ」は航行不能となり、その後は「Mosto」と「Schiaffino」が「チェペル」と「バラトン」を追撃したが2隻はドゥラッツォの沿岸砲の援護下に入り、「ダートマス」グループの指揮官は駆逐艦に合流を命じた。この後、2隻はカッタロ湾に帰投した。
1917年10月18日、「チェペル」や巡洋艦「ヘルゴラント」などがオトラント海峡方面へ出撃したが、成果なし。12月13日にも「チェペル」、「バラトン」、「タトラ」が出撃したが、これらの時も成果なく終わった。後者の時は敵駆逐艦4隻（詳細は不明）を発見し「タトラ」が雷撃を行ったが外れた。
1918年2月1日、カッタロ湾在泊の装甲巡洋艦「ザンクト・ゲオルク」などで反乱が発生。しかし、軽巡洋艦や駆逐艦（「チェペル」もカッタロ湾在泊）は反乱には加わらなかった。
1918年4月22日、「チェペル」と駆逐艦「トリグラフ」、「リカ」、「ウジョク」、「ドゥクラ」はオトラント海峡へ出撃。ヴァロナ沖でイギリス駆逐艦「ホーネット」、「ジャッカル」と遭遇して交戦し、それらを損傷させた。
6月13日から10月7日まで「チェペル」はポーラで大規模な修理を実施。

### 終戦とその後
1918年10月、オーストリア＝ハンガリー帝国は崩壊し始め、30日に皇帝カール1世は艦隊のザグレブの国民評議会への引き渡しを決めた。しかし、戦後大半の艦艇は連合国間で分配されることとなった。
「チェペル」はイタリアに与えられて1920年9月29日に「Muggia」という名前で就役。1927年3月、中国の上海へ送られる。1929年3月25日に台風の中アモイ沖で座礁し大破した。